# 淡水國

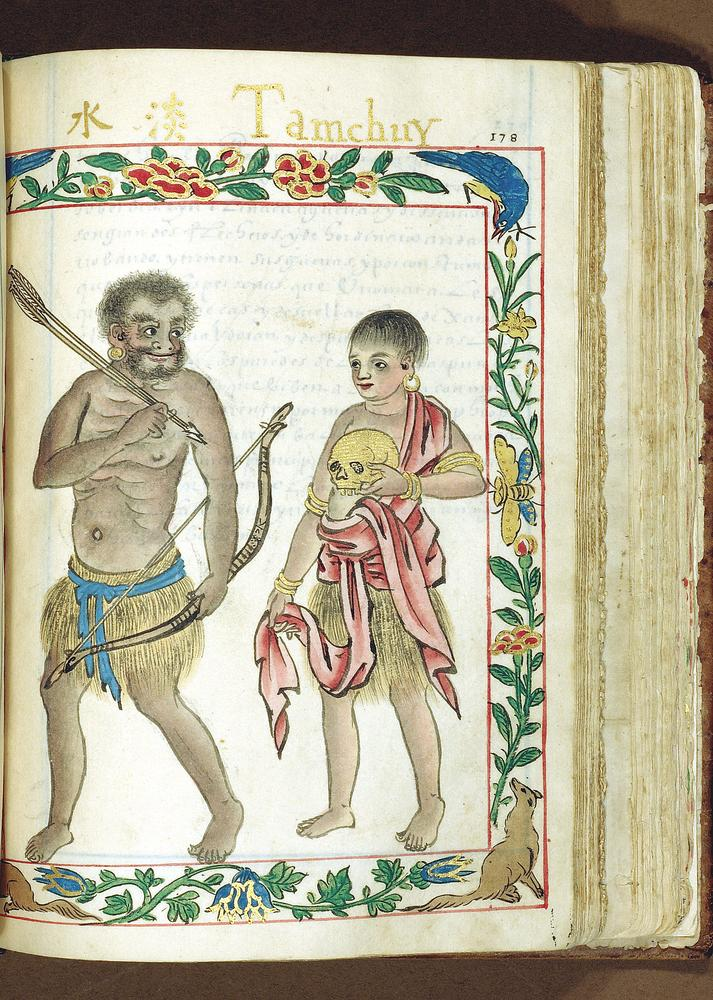
「馬尼拉手稿」描繪的淡水人圖像

淡水國（西班牙語：Tamchuy）是1590年的《馬尼拉手稿》中記載的一個王國，內文指出該國位於臺灣北部。其指涉的可能是巴賽族的其中一個酋邦。
《馬尼拉手稿》記載，淡水國是一個與雞籠國相鄰的王國。該地住著易怒的人們，好於戰爭與爭吵。居民是傑出的弓箭手並且經常四處行搶。在他們戰爭的時候，他們所有的人皆有一個習俗，即殺了某人後便割下頭顱、剝其皮，只留下頭蓋骨（casco），鑲上金；鑲金之後，掛在屋裡最主要廳堂的牆上，他們與其和諧共住一起。這樣，他們以擁有這種大的戰利品而被視為勇敢，一位女性總是在手上帶著她殺的重要男性的頭骨，為此，他們將看重並尊敬此女性為勇敢的人
。

## 同時期的淡水
- 1627年—1629年，雞籠—西班牙聯軍出兵淡水，並於1628年攻下淡水圭柔社（Senar），建聖多明哥城[2]。

- 1632年，西班牙軍隊攻下淡水，並納為淡水省區，其後聖薩爾瓦多城戰役時，淡水原住民約1000名弓手援助荷蘭。[3][4]
- 淡水人可能擁有吃食人肉的風俗，諸如西班牙耶穌會傳教士桑切斯（西班牙语：Alonso Sánchez (jesuita)）與科羅內爾（英语：Hernando de los Ríos Coronel）都曾於報告中提及[1]。